# Hóquei Clube de Braga
Actualités
Le Hóquei Clube de Braga / SPORMEX  (HC Braga) est un club de rink hockey fondé en 1988 et situé à Braga dans le District de Braga au Portugal. Il évolue dans le championnat du Portugal de rink hockey masculin.

## Palmarès
| Compétitions nationales                                                      | Compétitions internationales |
| - Championnat du Portugal de deuxième division (2) - Champion : 2005 et 2007 | - néant                      |